# Sztart–1
Sztart–1 orosz hordozórakéta.

## Története
Az RT–2PM Topol interkontinentális ballisztikus rakéta (ICBM) átalakításából lett űreszközöket szállító hordozó eszköz. Fejlesztette a Moszkvai Hőtechnikai Intézet (oroszul: Московский институт теплотехники – MIT).
Soros elrendezésű, négy fokozatú, szilárd hajtóanyagú rakéta. Felszállás tömeg 47 tonna. Hasznos teher 632 kilogramm, amit 200 kilométer magasságba emelt. Hossza 22,70, átmérője 1,61 méter. Indításait a Pleszeck űrrepülőtérről valamint a Szvobodnij űrrepülőtérről végezték. Első indítása 1993. március 25-én, az utolsó 2006. április 25-én.

### 1. fokozat
Jelölése Start–1. Bruttó tömeg 26 tonna. Égésidő 60 másodperc. Hossza 8,50, átmérője 1,61 méter. Hajtóanyaga szilárd, egy motorja MIHT–1 típusú.

### 2. fokozat
Jelölése Start–2. Bruttó tömeg 13 tonna. Égésidő 64 másodperc. Hossza 6, átmérője 1,55 méter. Hajtóanyaga szilárd, egy motorja MIHT–2 típusú.

### 3. fokozat
Jelölése Start–3. Bruttó tömeg 6 tonna. Égésidő 56 másodperc. Hossza 3, átmérője 1,50 méter. Hajtóanyaga szilárd, egy motorja MIHT–3 típusú.

### 4. fokozat
Jelölése Start–4. Bruttó tömeg 1 tonna. Hossza 2,50, átmérője 1,40 méter. Hajtóanyaga szilárd, egy motorja MIHT–4 típusú.

## Külső hivatkozások
- Sztart. astronautix.com. (Hozzáférés: 2014. április 24.)